# Yunguan
Yunguan (kinesiska: 云关, 云关乡) är en socken i Kina. Den ligger i provinsen Guizhou, i den sydvästra delen av landet, omkring 13 kilometer sydost om provinshuvudstaden Guiyang. Antalet invånare är 62328. Befolkningen består av 30 241 kvinnor och 32 087 män. Barn under 15 år utgör 23,0 %, vuxna 15-64 år 72 %, och äldre över 65 år 3,0 %.